# Wiliame Katonivere
Wiliame Katonivere, född 20 april 1964 i Suva på Fijiöarna, är en fijiansk politiker och före detta militär. Han var landets president mellan 12 november 2021 och 12 november 2024. Han valde under hösten 2024 att inte göra sig tillgänglig för omval och efterträddes av Naiqama Lalabalavu.
Katonivere gick som 19-åring med i Fijis militär. Han har i två omgångar tjänstgjort för FN:s UNIFIL-uppdrag i mellanöstern.
Han har kallats en av Fijis mest aktiva bekämpare av klimatförändringar orsakade av global uppvärmning. Katonivere har exempelvis engagerat sig för bevaringen av Fijiöarnas omgivande korallrev Cakaulevu Reef.